# Colibrí de cua metàl·lica bronzat
El colibrí de cua metàl·lica bronzat (Chalcostigma heteropogon) és una espècie d'ocell de la família dels troquílids (Trochilidae) que habita zones obertes dels Andes de l'oest de Veneçuela i est de Colòmbia.